# 1655
Cette page concerne l'année 1655  du calendrier grégorien.
L'année 1655 est une année commune qui commence un vendredi.

## Événements
- 10 mars : la flotte anglaise de l'amiral Blake parait devant Alger et obtient un traité de non agression[1].
- 25 mars : Huygens découvre Titan un des satelites de Saturne.
- 14 avril : victoire navale anglaise de Robert Blake sur Tunis à la bataille de Porto Farina[2].
- 14-25 avril, guerre anglo-espagnole : une flotte anglaise conduite par le vice-amiral William Penn débarque une armée qui échoue à prendre Saint-Domingue[1].
- 10 mai : les Anglais prennent la Jamaïque aux Espagnols[1].
- 15 septembre, guerre du Pêcher : raid des Andastes contre la Nouvelle-Néerlande[3].
- 26 septembre : la Nouvelle-Néerlande (située sur une partie des États américains actuels de New York, du New Jersey, du Delaware, du Connecticut, de la Pennsylvanie et du Vermont) annexe la Nouvelle-Suède ce qui sonne le glas des tentatives coloniales de la Suède en Amérique septentrionale[4].
- 13 novembre : un tremblement de terre détruit Lima et Calao au Pérou[5].

- Hiver 1655-1656 : fondation de Kosogorski, sur l’Amour[6].

- Un réfugié juif du Brésil, Benjamin da Costa, introduit l’industrie sucrière à la Martinique[7].
- Au Brésil, António Vieira obtient une loi protégeant les Indiens contre les exactions des colons[8].

### Europe
- 22 janvier : le Parlement anglais est dissous[9].
- 25 janvier : l’ordonnance de Guastaldo provoque la révolte des Vaudois du Piémont qui est réprimée par l’armée le 24 avril (Pâques vaudoises)[10].

- 22 février, Russie : Arsène Soukhanov, supérieur du monastère de l’Épiphanie, rapporte d’Orient 498 manuscrits grecs, véritable arsenal contre les adeptes de la « vieille foi ». Nikita Nikon réunit un grand concile à Moscou qui ratifie les décisions du concile de 1654 à la suite de l’approbation du patriarche Païsios de Constantinople (25-31 mars)[11].

- 12-14 mars : soulèvement de Penruddock planifié par les Sealed Knot, tentative d’insurrection royaliste. Répression par la New Model Army[12].

- Mars : le clergé, la bourgeoisie et les paysans suédois demandent au Riksdag d’approuver une Réduction des biens de la noblesse précédemment aliénés par l’État. Elle est accordée et l'assemblée se sépare le 25 juin[13].
- 7 avril : élection du pape Alexandre VII[14] (fin de pontificat en 1667).
- 3 mai : autodafé à Cordoue[15].
- 22 juin : Léopold Ier est élu roi de Hongrie et couronné le 27 (fin de règne en 1705)[16]. Il reconnaît les privilèges des ordres évangéliques en Hongrie.
- 2 juillet : le Palio de Sienne est désormais couru ce jour-la tous les ans dans sa forme actuelle[17].
- 12 juillet : le feld-maréchal Arfwid, comte de Wittenberg, gouverneur de la Poméranie suédoise, envahit la Grande-Pologne[18]. Début de l’invasion de la république des Deux Nations par les Suédois qui s’emparent de Varsovie et de Cracovie. Début de la première guerre du Nord (Le Déluge, fin en 1660).
- 25 juillet : capitulation d’Ujście[19] ; le magnat Krzysztof Opaliński (voïvode de Poznań) et Karol Grudziński (pl) (voïvode de Kalisz) trahissent et cèdent sans combattre toute la Grande-Pologne aux Suédois.
- 29 juillet : Charles X Gustave de Suède débarque à Stettin[18].
- 31 juillet : traité de pacification de Pignerol, réglant provisoirement le problème vaudois. Il est signé grâce à Abel Servien et Ennemond Servien, ambassadeur de France[20].

- 8 août : les Russes prennent Vilnius[21].
- 18 août : traité de pacification de Pignerol qui règle provisoirement le problème vaudois[22].

- 8 septembre : les Suédois s’emparent de Varsovie[19].
- 28 septembre : soumission des États de Lituanie et de Samogitie aux Suédois à Kėdainiai sur la Niewiaza[18].
- Septembre-octobre : Russes et Cosaques assiègent Lvov[23].
- 15 octobre : massacre de Juifs à Lublin[24].

- 19 octobre : les Suédois occupent Cracovie[25]. Jean II Casimir Vasa se réfugie à Opole en Silésie[18].
- 3 novembre : signature du traité de Westminster entre la France et l'Angleterre, rendant plus pacifiques les relations entre ces deux puissances. Les Anglais entrent en guerre contre l’Espagne[26].

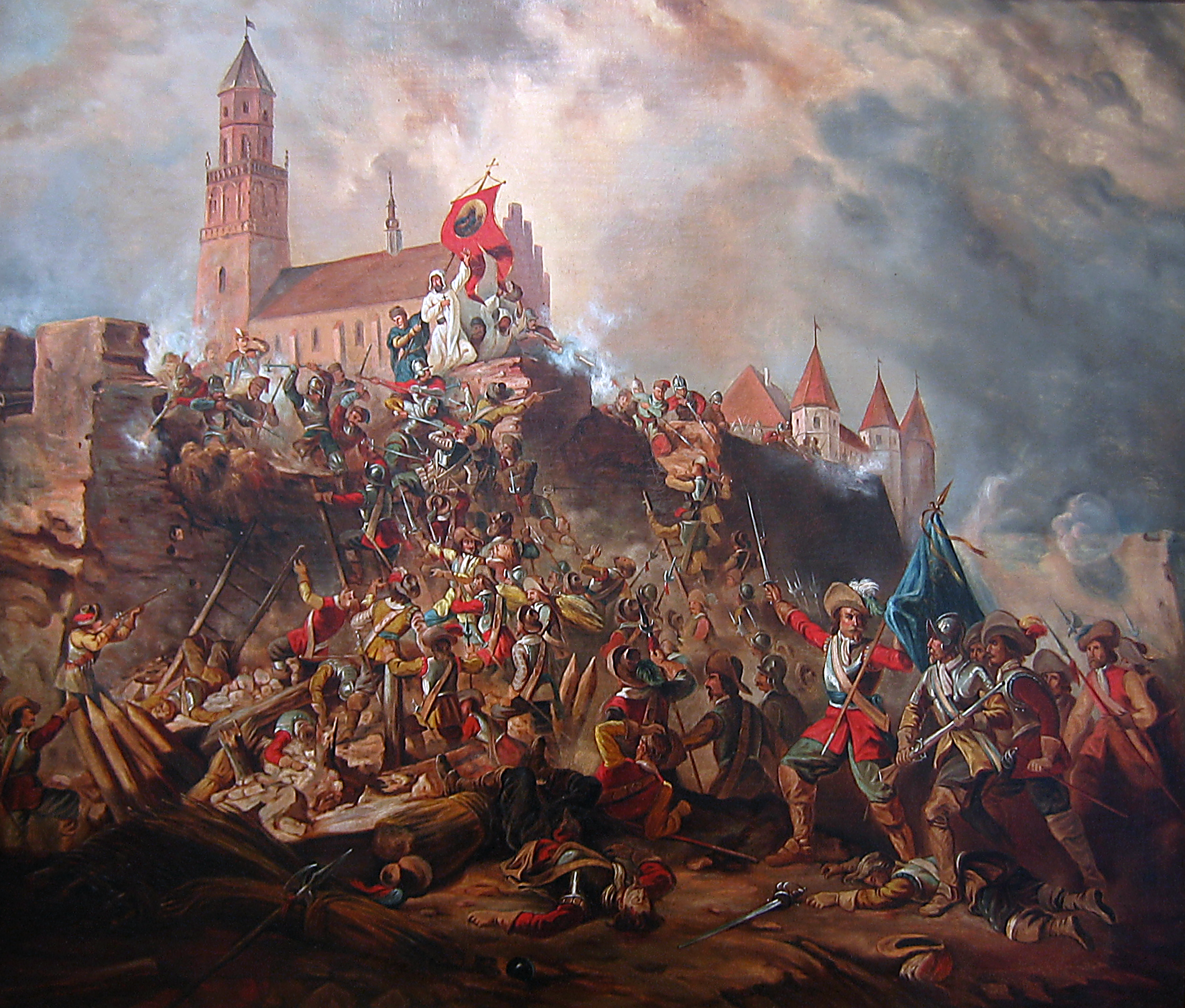
18 novembre-15 décembre : siège de Jasna Góra.

- 18 novembre-15 décembre : Charles X Gustave de Suède assiège Częstochowa mais échoue devant le monastère des Paulins de Jasna Góra[18] (réputé miraculeux, cet évènement alimente la propagande de la Contre-Réforme).
- 29 décembre : confédération de Tyszowce[18]. Une partie des magnats, parmi lesquels Jean Sobieski, futur roi, se prononce pour l’élection au trône de Pologne de Charles X Gustave. Mais excédée par les brutalités des troupes suédoises, la population polonaise organise la résistance.

#### France
- Janvier : entretien de Blaise Pascal avec Isaac Lemaistre de Sacy à Port-Royal[27].
- 1er février : refus de l’absolution à Roger du Plessis-Liancourt, duc de La Roche-Guyon, pour fréquentation de jansénistes[28].
- Février : dernière tenue des États provinciaux de Normandie, qui ne seront plus jamais convoqués[29].
- 15 mars : règlement ordonnant une enquête sur les usurpations de noblesse[30].
- 20 mars : Louis XIV fait enregistrer, en lit de justice, des édits financiers[31].
- 13 avril : le roi rappelle à l’ordre le Parlement de Paris qui se permettait de délibérer des édits enregistrés en sa présence (« L’État c’est moi », phrase qu’il n’a jamais dite)[31]. Les Parlements reçoivent l’interdiction de faire délibérer ensemble toutes leurs Chambres.
- 14 avril : la Sorbonne condamne les activités confraternelles du compagnonnage ouvrier[32].
- 14 juillet : prise de Landrecies par l'armée royale[33].
- 25 octobre : ouverture à Paris de l'Assemblée du clergé ; elle condamne le Jansénisme (1656)[34].
- 3 novembre : traité d’alliance franco-anglais contre l’Espagne signé à Westminster. Traité de commerce avec l’Angleterre[35].
- 4 novembre : Antoine Arnauld, chef des jansénistes est traduit devant la faculté de théologie de Paris ; il est condamné le 29 janvier 1656[36].

## Naissances en 1655
- 16 janvier : Bernard de Montfaucon, moine bénédictin de la congrégation de Saint-Maur († 21 décembre 1741).
- 21 janvier : Antonio Molinari, peintre italien († 3 février 1704).

- 7 février : Jean-François Regnard, écrivain et dramaturge français († 4 septembre 1709).

- 4 mars : Fra Galgario, peintre italien († décembre 1743).

- 4 mai : Bartolomeo Cristofori, facteur d'instruments à clavier italien, facteur de clavecins et de clavicordes, généralement considéré comme l'inventeur du piano-forte († 27 janvier 1731).
- 13 mai : Michelangelo dei Conti, futur pape Innocent XIII († 7 mars 1724).
- 17 juillet : Johan Gabriel Sparwenfeld, orientaliste, diplomate et linguiste suédois († 2 juin 1727).

- 10 août : Lorenzo Vaccaro, architecte, orfèvre et peintre italien († 10 août 1706).
- 13 août : Johann Christoph Denner, facteur d'instrument à vent allemand, considéré notamment comme l'inventeur de la clarinette († 20 avril 1707).

- 12 septembre : Jacob Bach, organiste et chef de chœur allemand († 11 décembre 1718).

- 11 novembre : Isidoro Arredondo, peintre d'histoire espagnol († 1702).
- 12 novembre : Eustache Restout, architecte, graveur et peintre français († 1er novembre 1743).
- 16 novembre : Alessandro Gherardini, peintre baroque italien de l'école florentine († 1726).
- 21 ou 22 novembre : Antonio Sepp, prêtre jésuite autrichien, musicien et missionnaire dans les réductions du Paraguay († 13 janvier 1733).

- 1er décembre : baptême d’Antonio Palomino, peintre, théoricien de la peinture et critique d'art espagnol († 12 août 1726)[37].
- 12 décembre : Adriaen van Diest, peintre hollandais († 1704).

- Date précise inconnue :
  - Englebert Fisen, peintre liégeois († 15 avril 1733).
  - Gregorio Lazzarini, peintre baroque italien († 10 novembre 1730).
  - Luigi della Fabbra, médecin italien († 1723).

## Décès en 1655
- 7 janvier : Innocent X, pape (° 6 mai 1574).
- 20 janvier : Nicolas Camusat, chanoine historien français (° 1575).
- 24 janvier : Cardin Lebret, homme politique et juriste français (° 1558).

- 4 février : Giovanni Stefano Menochio, prêtre jésuite et théologien italien (° 8 décembre 1575).
- 16 février : Diego Mexía Felípez de Guzmán, militaite et homme politique espagnol (° 1580).
- 27 février : Francesco Molin, 99e doge de Venise (° 21 avril 1575).

- 18 mars : Richard Smith, ecclésiastique catholique anglais (° novembre 1568).
- 21 mars : Toda Ujikane, daimyo des époques Momoyama et Edo (° 1576).
- 22 mars : Théodore Turquet de Mayerne, chimiste et médecin suisse (° 28 septembre 1573).
- 23 mars : Pedro Miguel de Heredia, médecin espagnol (° 1579).
- 26 mars : Andrés Pérez de Ribas, prêtre jésuite espagnol (° 1576).

- 12 avril : François Guyet, poète néo-latin et philologue français (° 1575).
- 25 avril : Giovanni Andrea Donducci, peintre italien (° 14 février 1575).
- 30 avril : Eustache Le Sueur, peintre et dessinateur français (° 19 novembre 1616).

- 30 juin : Jacobus Boonen, prélat et juriste des Pays-Bas espagnols (° 11 octobre 1573).

- 15 juillet : Girolamo Rainaldi, architecte italien (° 4 mai 1570).
- 28 juillet : Savinien de Cyrano de Bergerac écrivain et auteur dramatique français.

- 10 août : Alonso de la Cueva-Benavides y Mendoza-Carrillo, cardinal espagnol (° 1572).
- 26 août : Claes Cornelisz. Moeyaert, peintre néerlandais (° vers 1592).

- 7 septembre : Tristan L'Hermite, poète et dramaturge français (° 1601).
- 26 septembre : Juan de Solórzano Pereira, juriste espagnol (° 21 novembre 1575).

- 15 octobre : Nicolaus Knüpfer, peintre du siècle d'or néerlandais (° vers 1609).
- 24 octobre : Pierre Gassendi (Pierre Gassend), mathématicien et philosophe, libertin, astronome et physicien français (° 22 janvier 1592).

- ? novembre : Pierre de Conty d'Argencour, ingénieur français (° 24 octobre 1575).

- 11 décembre : Niccolò Longobardo, prêtre jésuite, géographe, astronome et écrivain italien (° 10 septembre 1565).

- Date précise inconnue :
  - Jacques Boonen, peintre hollandais (° 1577).
  - Yun Xiang, peintre chinois (° 1586).